# Gerino Gerini
Gerino Gerini (10 de agosto de 1928 – 17 de abril de 2013) foi um ex-automobilista italiano.
Gerini participou de 7 Grandes Prêmios de Fórmula 1, tendo como melhor resultado o 4º lugar na Argentina de 1956, prova em que dividiu o carro com o brasileiro Chico Landi.

## Resultados na Fórmula 1
| Ano  | Equipe                    | Chassis       | Motor           | 1        | 2        | 3   | 4    | 5   | 6       | 7         | 8        | 9   | 10        | 11       | Pontos | Posição |
| ---- | ------------------------- | ------------- | --------------- | -------- | -------- | --- | ---- | --- | ------- | --------- | -------- | --- | --------- | -------- | ------ | ------- |
| 1956 | Officine Alfieri Maserati | Maserati 250F | Maserati 250 L6 | ARG 41 P | MON      | 500 | BEL  | FRA | GBR     | GER       |          |     |           |          | 1.5    | 25º     |
| 1956 | Scuderia Guastalla        | Maserati 250F | Maserati 250 L6 |          | MON      | 500 | BEL  | FRA | GBR     | GER       | ITA 10 P |     |           |          | 1.5    | 25º     |
| 1958 | Scuderia Centro Sud       | Maserati 250F | Maserati 250 L6 | ARG      | MON NQ P | HOL | Indy | BEL | FRA 9 P | GBR Ret P | ALE      | POR | ITA Ret P | MOR 12 P | 0      | NC      |

- ↑1  Dividiu os 3 pontos com Chico Landi. Na divisão, Gerini marcou 1,5 ponto[2].